# Trichomonas tenax
Trichomonas tenax es un protozoo flagelado perteneciente al orden Trichomonadida que parasita exclusivamente la cavidad bucal de los seres humanos.

## Características generales
- Suele presentar un tamaño inferior a 15 μm.
- Carece de mitocondrias.
- Posee un aparato de Golgi denominado cuerpo parabasal.
- Únicamente tiene un hospedador (es monoxeno), es cosmopolita y tiene una única forma de vida en su ciclo vital, el trofozoito, ya que no forma quistes.
- Trofozoíto: presenta un tamaño de unos 15 μm de longitud y una morfología piriforme. Posee 4 flagelos, todos anteriores excepto uno, que se encuentra asociado a la superficie celular formando una membrana ondulante. Paralelo a dicha membrana se dispone, en el interior de la célula, un haz de microtúbulos denominado costa. Atravesando el citoplasma como un eje y sobresaliendo notablemente por el extremo posterior, presenta una estructura formada por microtúbulos denominada axostilo. Tiene un único núcleo con endosoma que se dispone en la zona anterior, cerca del punto de inserción de los flagelos. El trofozoito es la forma vegetativa que se alimenta, se reproduce e infecta.
- Alimentación por fagocitosis y pinocitosis de restos de alimento y bacterias de la cavidad bucal.
- Reproducción por división binaria longitudinal. No presentan reproducción sexual.

## Ciclo vital e infección
T. tenax vive exclusivamente en la cavidad bucal de los seres humanos, perros y gatos, disperso entre los dientes, las encías, la lengua y la saliva del hospedador. Los trofozoitos, al no presentar estado de quiste, son infectantes en todo momento. La vía de transmisión es la saliva y la infección puede producirse de forma directa, a través de un beso, o de forma indirecta, a través del contacto con un vaso, cubierto o cualquier cosa que pueda tener restos de saliva infectada. Una vez establecidos en el nuevo hospedador los trofozoitos se dividen y se extienden por toda la cavidad bucal.

## Patología
T. tenax es considerado como un parásito apatógeno e inofensivo, ya que no produce ningún síntoma aparente y desaparece fácilmente de la boca si se mantiene una correcta higiene bucal. Sin embargo, está presente en todas las enfermedades agresivas y más dolorosas de las encías.

## Epidemiología
T. tenax solo afecta a humanos y se estima que puede haber entre un 10 y un 50% de infectados en todo el mundo, dependiendo de la higiene bucal que mantengan.